# Podłoże Moellera
Podłoże Moellera, podłoże z KCN – wybiórcze podłoże hodowlane, sprawdzające wrażliwość drobnoustroju na cyjanek potasu (KCN). Związek ten hamuje reakcje oksydoredukcyjne, jednak niektóre bakterie są na niego oporne i wzrastają nawet w jego obecności, co objawia się zmętnieniem probówki.

## Skład
- pepton
- chlorek sodu
- fosforan potasu
- fosforan sodu
- cyjanek potasu
- woda destylowana

## Warunki hodowli
Inkubacja trwa jeden lub dwa dni w temperaturze 37 °C.
Często zakładane są dwie hodowle, w którym druga jest próbą kontrolną bez KCN.
Bakterie wzrastające na tym podłożu to m.in.: Enterobacter, Serratia, Proteus, Providencia.